# Ấm trà Utah

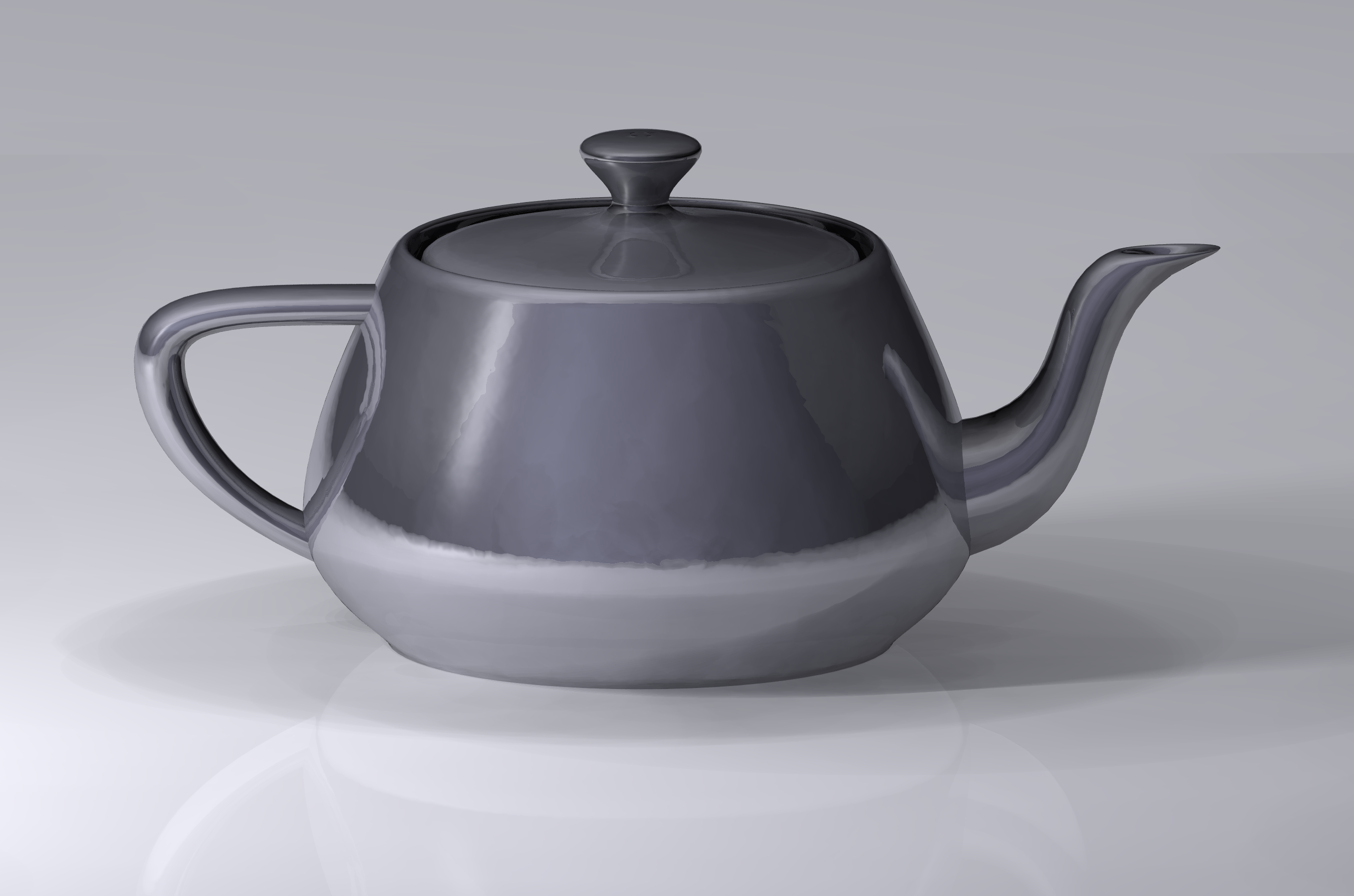
Một mô hình hiện đại của mô hình ấm trà Utah

Ấm trà Utah, hay ấm trà Newell, là một mô hình thử nghiệm 3D đã trở thành một đối tượng tham chiếu tiêu chuẩn và trong một trò đùa trong cộng đồng đồ họa máy tính.  Nó là một mô hình toán học của một ấm trà bình thường xuất hiện rắn, hình trụ và một phần lồi.  Một nguyên thủy ấm trà được coi là tương đương với chương trình " Xin chào, Thế giới ", như một cách để tạo ra một cảnh 3D dễ dàng với một mô hình hơi phức tạp đóng vai trò tham chiếu hình học cơ bản cho thiết lập cảnh và ánh sáng.  Một số thư viện lập trình, chẳng hạn như Bộ công cụ tiện ích OpenGL, thậm chí có các chức năng dành riêng để vẽ ấm trà.
Mô hình ấm trà được tạo ra vào năm 1975 bởi nhà nghiên cứu đồ họa máy tính đầu tiên Martin Newell, một thành viên của chương trình đồ họa tiên phong tại Đại học Utah.

## Lịch sử
Đối với công việc của mình, Newell cần một mô hình toán học đơn giản của một đối tượng quen thuộc.  Vợ ông, Sandra Newell, đề nghị làm mẫu cho dịch vụ trà của họ kể từ khi họ ngồi uống trà vào thời điểm đó.  Anh phác thảo bàn tay ấm trà bằng giấy vẽ và bút chì.  Sau đó, anh quay lại phòng thí nghiệm máy tính và chỉnh sửa các điểm kiểm soát bézier trên ống lưu trữ Tektronix, một lần nữa bằng tay.     

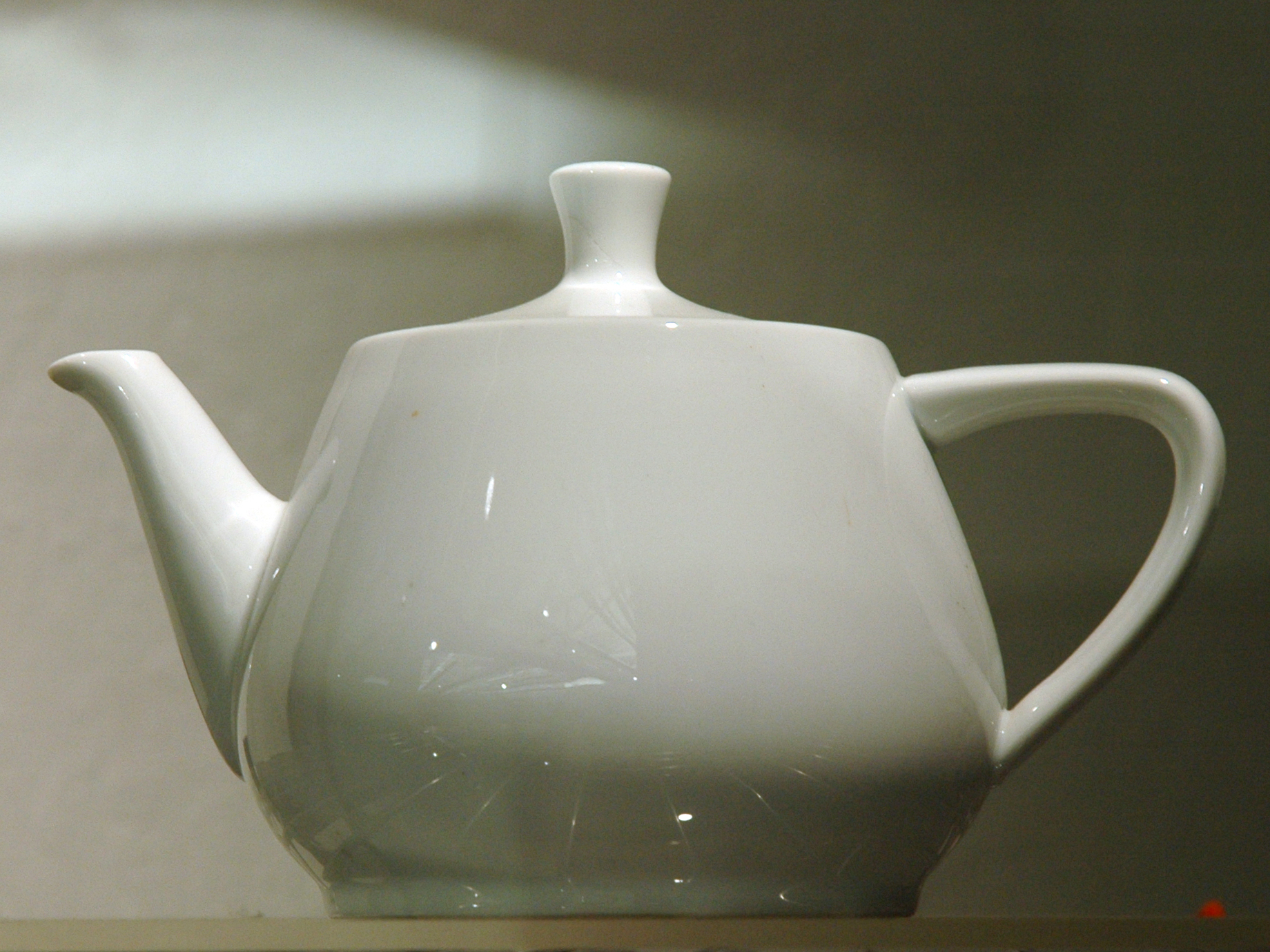
Ấm trà Melitta thực tế mà Martin Newell mô hình, được trưng bày tại Bảo tàng Lịch sử Máy tính ở Mountain View, California (hiện tại 1990 1990)

Hình dạng ấm trà chứa một số yếu tố khiến nó trở nên lý tưởng cho các thí nghiệm đồ họa thời bấy giờ: nó tròn, chứa các điểm yên ngựa, có một chi lớn hơn 0 vì lỗ trên tay cầm, có thể tự tạo bóng trên và có thể được hiển thị chính xác mà không cần một kết cấu bề mặt.
Newell đã công khai dữ liệu toán học mô tả hình học của ấm trà (một bộ tọa độ ba chiều) và ngay sau đó các nhà nghiên cứu khác bắt đầu sử dụng cùng một dữ liệu cho các thí nghiệm đồ họa máy tính của họ.  Các nhà nghiên cứu này cần một cái gì đó có đặc điểm gần giống với Newell và sử dụng dữ liệu ấm trà có nghĩa là họ không phải nhập dữ liệu hình học cho một số đối tượng khác.  Mặc dù tiến bộ kỹ thuật có nghĩa là hành động vẽ lại ấm trà không còn là thách thức như năm 1975, nhưng ấm trà vẫn tiếp tục được sử dụng như một đối tượng tham khảo cho các kỹ thuật đồ họa ngày càng tiên tiến.
Trong những thập kỷ tiếp theo, các phiên bản tạp chí đồ họa máy tính (như tạp chí hàng quý của ACM SIGGRAPH) thường có các phiên bản đặc trưng của ấm trà: mặt hoặc bóng mờ, khung dây, gập ghềnh, mờ, thậm chí là da beo và ấm.
Không có bề mặt để thể hiện cơ sở của nó, mô hình ấm trà ban đầu không có ý định nhìn từ bên dưới.  Các phiên bản sau của bộ dữ liệu đã sửa lỗi này.
Ấm trà thật cao hơn ~ 33% (tỷ lệ 4: 3)  ) so với mô hình máy tính.  Jim Blinn tuyên bố rằng ông đã thu nhỏ mô hình trên trục tung trong một bản demo trong phòng thí nghiệm để chứng minh rằng họ có thể điều khiển nó.  Họ thích sự xuất hiện của phiên bản mới này và quyết định lưu tệp ra khỏi sở thích đó.
Ấm trà nguyên bản ban đầu được mua từ ZCMI (một cửa hàng bách hóa ở Salt Lake City) vào năm 1974.  Nó đã được tặng cho Bảo tàng Máy tính Boston vào năm 1984, nơi nó được trưng bày cho đến năm 1990.  Hiện tại nó nằm trong bộ sưu tập phù du tại Bảo tàng Lịch sử Máy tính ở Mountain View, California, nơi nó được phân loại là "Ấm trà dùng để kết xuất đồ họa máy tính" và mang số danh mục X00398.1984.  Các phiên bản của ấm trà vẫn được Friesland Porzellan ở Đức bán ra ngày hôm nay, là nhà sản xuất ban đầu của ấm trà khi họ từng là một phần của Tập đoàn Melitta , nhưng Friesland Porzellan đã tuyên bố đóng cửa công ty vào năm 2019 
Các phiên bản của mô hình ấm trà - hoặc các cảnh mẫu có chứa nó - được phân phối với hoặc có sẵn miễn phí cho gần như mọi chương trình kết xuất và mô hình hóa hiện tại và thậm chí nhiều API đồ họa, bao gồm AutoCAD, Houdini, Lightwave 3D, MODO, POV-Ray, 3ds Max và các thư viện trợ giúp OpenGL và Direct3D.  Một số trình kết xuất RenderMan -compliant hỗ trợ ấm trà dưới dạng hình học tích hợp bằng cách gọi RiGeometry("teapot", RI_NULL).  Cùng với các hình khối và hình cầu dự kiến, thư viện GLUT thậm chí còn cung cấp hàm glutSolidTeapot() dưới dạng nguyên thủy đồ họa, cũng như đối tác Direct3D D3DX (glutSolidTeapot() D3DXCreateTeapot()).  Tuy nhiên, phiên bản 11 của DirectX không cung cấp chức năng này nữa.  Mac OS X Tiger và Leopard cũng bao gồm ấm trà như một phần của Nhà soạn nhạc Quartz; Ấm trà của Leopard hỗ trợ lập bản đồ  BeOS bao gồm một bản demo nhỏ của một ấm trà 3D xoay, nhằm thể hiện các phương tiện đa phương tiện của nền tảng.
Cảnh ấm trà thường được sử dụng để tự kiểm tra kết xuất và tiêu chuẩn.

## Xuất hiện
Một hình ảnh dò tia nổi tiếng, của James Arvo và David Kirk vào năm 1987, cho thấy sáu cột đá, năm trong số đó được vượt qua bởi các khối đa diện đều Platon (tứ diện, khối lập phương, khối tám mặt, khối mười hai mặt, khối mười hai mặt  Cột thứ sáu hỗ trợ một ấm trà.  Hình ảnh có tiêu đề "Sáu khối rắn", với Arvo và Kirk gọi ấm trà là "ấm trà mới được phát hiện".  Hình ảnh này xuất hiện trên trang bìa của một số cuốn sách và tạp chí đồ họa máy tính.
Ấm trà Utah đôi khi xuất hiện trong trình bảo vệ màn hình "Ống" được cung cấp cùng với Microsoft Windows, nhưng chỉ có trong các phiên bản trước Windows XP, và đã được đưa vào  trong bản hack XScreenSaver "polyhedra" từ năm 2008.
Jim Blinn ("trong một của mình ! Project TOÁN " video) chứng minh một thú vị (nhưng không đáng kể phiên bản) của định lý Pythagore: Xây dựng một (2D) bình trà trên mỗi bên của một tam giác vuông và diện tích của ấm trà trên cạnh huyền là bằng tổng diện tích của các ấm trà ở hai bên còn lại.
Bộ phim CGI năm 1980 của Loren Carpenter, Vol Libre có ấm trà, xuất hiện ngắn ngủi ở phần đầu và cuối của bộ phim ở phía trước với một cảnh quan núi được dựng lại phía sau nó.
API đồ họa Vulkan và OpenGL có ấm trà Utah cùng với Stanford Dragon và Stanford Bunny trên huy hiệu của họ.

## Trong văn hóa đại chúng
Với sự ra đời của những chiếc máy tính đầu tiên tạo ra những bộ phim ngắn và những bộ phim dài đầy đủ, nó đã trở thành một trò đùa để che giấu ấm trà Utah trong một trong những cảnh của bộ phim.  Ví dụ, trong bộ phim Toy Story, ấm trà Utah xuất hiện trong một cảnh tiệc trà ngắn.  Ấm trà cũng xuất hiện trong tập phim " The Treehouse of Horror VI " của The Simpsons, trong đó Homer phát hiện ra "chiều thứ ba".  Nó cũng xuất hiện trong Pixar 's Monsters, Inc. trên bàn trong phòng ngủ của Boo.  Trong " The Sims 2 ", một bức tranh về ấm trà Utah là một trong những bức tranh có sẵn để mua trong trò chơi, có tiêu đề "Tay cầm và vòi".

## In 3d
Thông qua in 3D, Ấm trà Utah đã xuất hiện đầy đủ từ việc trở thành một mô hình máy tính dựa trên một ấm trà thực tế đến một ấm trà thực tế dựa trên mô hình máy tính.  Nó có sẵn rộng rãi trong nhiều kết xuất trong các vật liệu khác nhau từ đồ trang sức nhỏ bằng nhựa đến ấm trà gốm đầy đủ chức năng.  Đôi khi, nó được cố tình biểu hiện dưới dạng một đối tượng poly, khối thấp để ăn mừng nguồn gốc của nó như là một mô hình máy tính.
Vào năm 2009, một xưởng thiết kế của Bỉ, Unlold, 3D đã in ấm trà Utah bằng gốm với mục đích trả lại ấm trà mang tính biểu tượng cho gốc rễ của nó như một phần của món ăn chức năng trong khi thể hiện vị thế của nó như một biểu tượng của thế giới kỹ thuật số.
Vào năm 2015, công ty có trụ sở tại California và tự mô tả "Make-Tank", đối tượng mới nổi, đã làm theo, nhưng lần này đã in ấm trà, cùng với tách trà và muỗng cà phê, ra khỏi trà.

## Mẫu ấm trà nguyên bản
Ấm trà ban đầu mà ấm trà Utah dựa trên vẫn có sẵn từ Friesland Porzellan  và được bán dưới dạng "Ấm trà 1,4L Utah".

## Hình ảnh

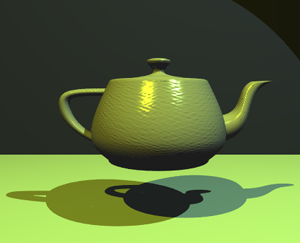
Ấm trà Utah
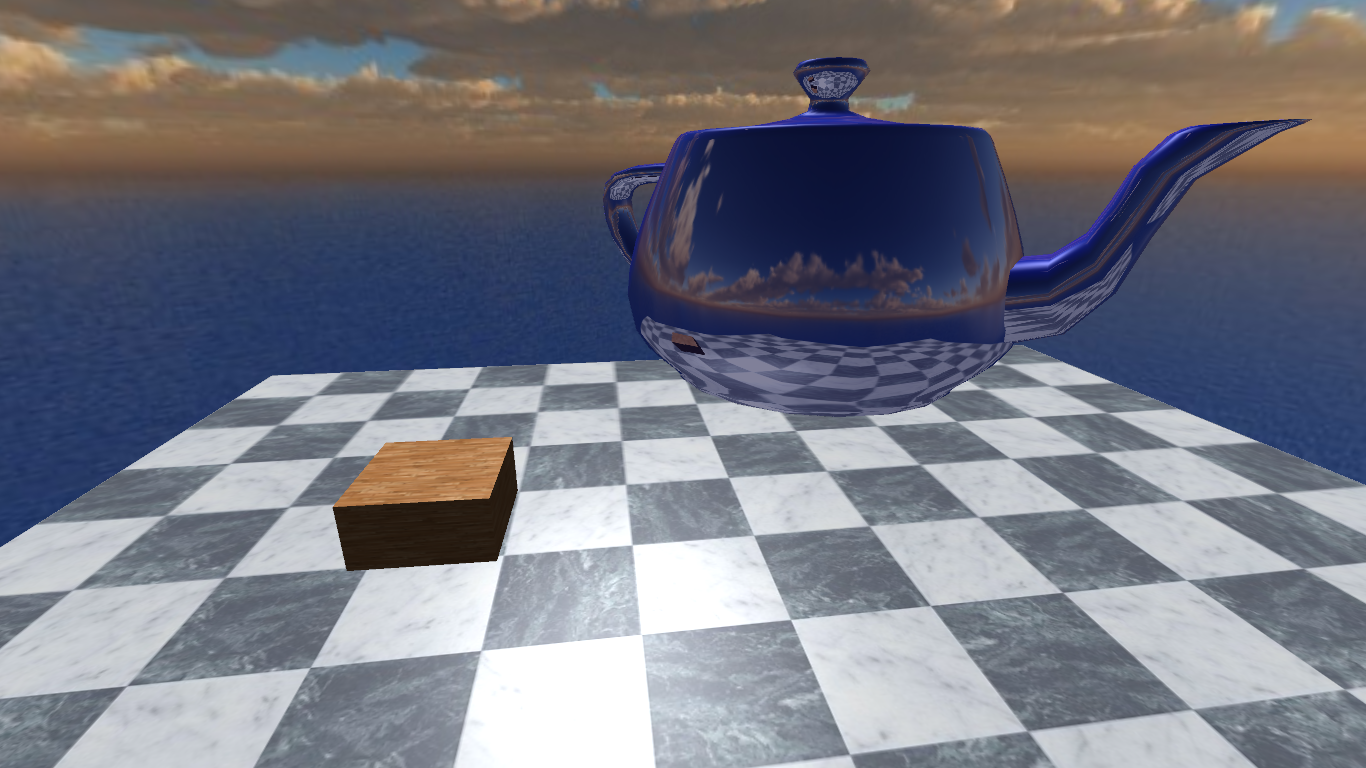
Các ấm trà thể hiện bản đồ môi trường